# Androctonus
Androctonus és un gènere d'escorpins considerats d'entre els més perillosos del món. Es troben per totes les zones àrides i semiàrides de l'Orient Mitjà i Àfrica. Són escorpins de mida moderada, assolint longituds de 10 cm. El seu nom llatí prové del grec clàssic i significa "mata homes". El seu verí conté neurotoxines i és especialment potent. Les picades d'Androctonus provoquen diverses morts humanes cada any. Diverses empreses farmacèutiques fabriquen un antiverí per al tractament de les seves picades.

## Presència geogràfica
L'Androctonus s'estén per Àfrica del Nord i de l'oest, l'Orient Mitjà i cap a l'est fins a la regió de l'Hindu Kush. Països on s'hi pot trobar inclouen: Egipte, Israel, Índia, Líban, Turquia, Jordània, Aràbia Saudita, Iemen, Oman, Emirats Àrabs Units, Qatar, Kuwait, Iraq, Iran, Afganistan, Bahrain i Pakistan.

## Etimologia
Androctonus vol dir "mata homes" del grec antic unḗr, andrós (ἀνήρ, ἀνδρός) per "home" i kteínein (κτείνειν) per "matar". L'especie Androctonus crassicauda significa "mata homes de cua grossa", del llatí crassus ("gruixut" o "gras") i cauda («cua») i Androctonus australisː "mata homes del sud".

## Taxonomia

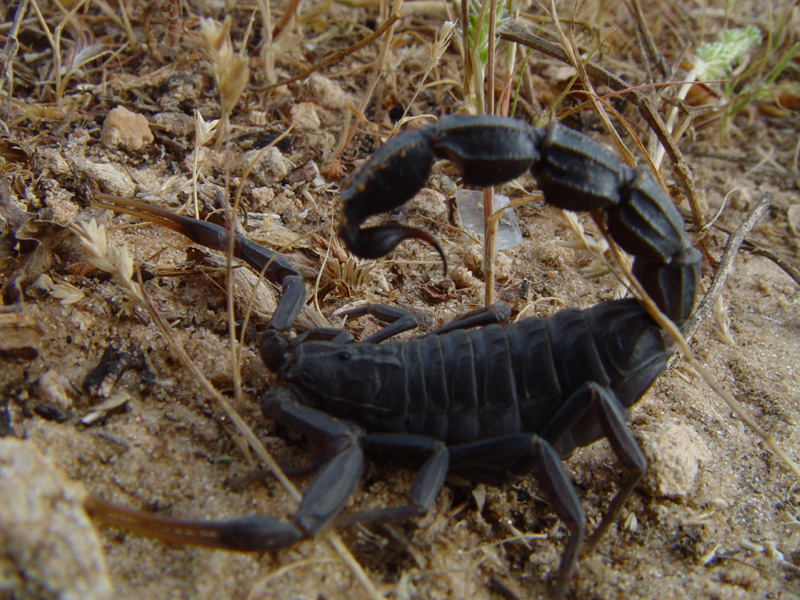
Androctonus bicolor: Escorpí negre de cua grossa; el seu pedipalp és molt més prim que el dAndroctonus crassicauda

La reclassificació taxonòmica de l'Androctonus no és encara completa i les fonts tendeixen a discrepar en el nombre d'espècies. Ehrenberg (1828) inclou 29 espècies d'Androctonus:
- Androctonus aeneas C. L. Koch, 1839*
- Androctonus afghanus Lourenço & Qi, 2006*
- Androctonus aleksandrplotkini Lourenço & Qi, 2007*
- Androctonus amoreuxi (Audouin, 1826)
- Androctonus australis (Linnaeus, 1758)
- Androctonus baluchicus (Pocock, 1900)*
- Androctonus barbouri (Werner, 1932)*
- Androctonus bicolor Ehrenberg, 1828
- Androctonus cholistanus Kovarik & Ahmed, 2013*
- Androctonus crassicauda (Olivier, 1807)
- Androctonus dekeyseri Lourenço, 2005*
- Androctonus donairei Rossi, 2015*
- Androctonus eburneus (Pallary, 1928)*
- Androctonus finitimus (Pocock, 1897)
- Androctonus gonneti Vachon, 1948*
- Androctonus hoggarensis (Pallary, 1929)
- Androctonus liouvillei (Pallary, 1924)*
- Androctonus maelfaiti Lourenço, 2005*
- Androctonus mauritanicus (Pocock, 1902)
- Androctonus maroccanus Lourenço, Ythier & Leguin, 2009*
- Androctonus pallidus Lourenço, Duhem & Cloudsley-Thompson, 2012*
- Androctonus robustus Kovarik & Ahmed, 2013*
- Androctonus santi Lourenço, 2015*
- Androctonus sergenti Vachon, 1948
- Androctonus simonettai Rossi, 2015*
- Androctonus tenuissimus Teruel, Kovarik & Turiel, 2013*
- Androctonus tigrai Lourenço, Rossi & Sadine 2015*
- Androctonus togolensis Lourenço, 2008*
- Androctonus tropeai Rossi, 2015*

## En captivitat
Malgrat els riscos de mantenir una espècie verinosa en captivitat, els Androctonus són escorpins que es troben sovint en el comerç d'animals exòtics, amb A. Amoreuxi I A. Australis sent generalment els més disponibles. La dieta principal de l'escorpí de cua grossa en captivitat consisteix d'escarabats, cigales i grills. Els escorpins generalment intentaran matar i menjar qualsevol cosa que es mogui i sigui més petita que ells. Per a simular l'habitat desèrtic, el clos utilitzat per a mantenir l'escorpí ha de ser a una temperatura d'entre 26 i 30 graus.

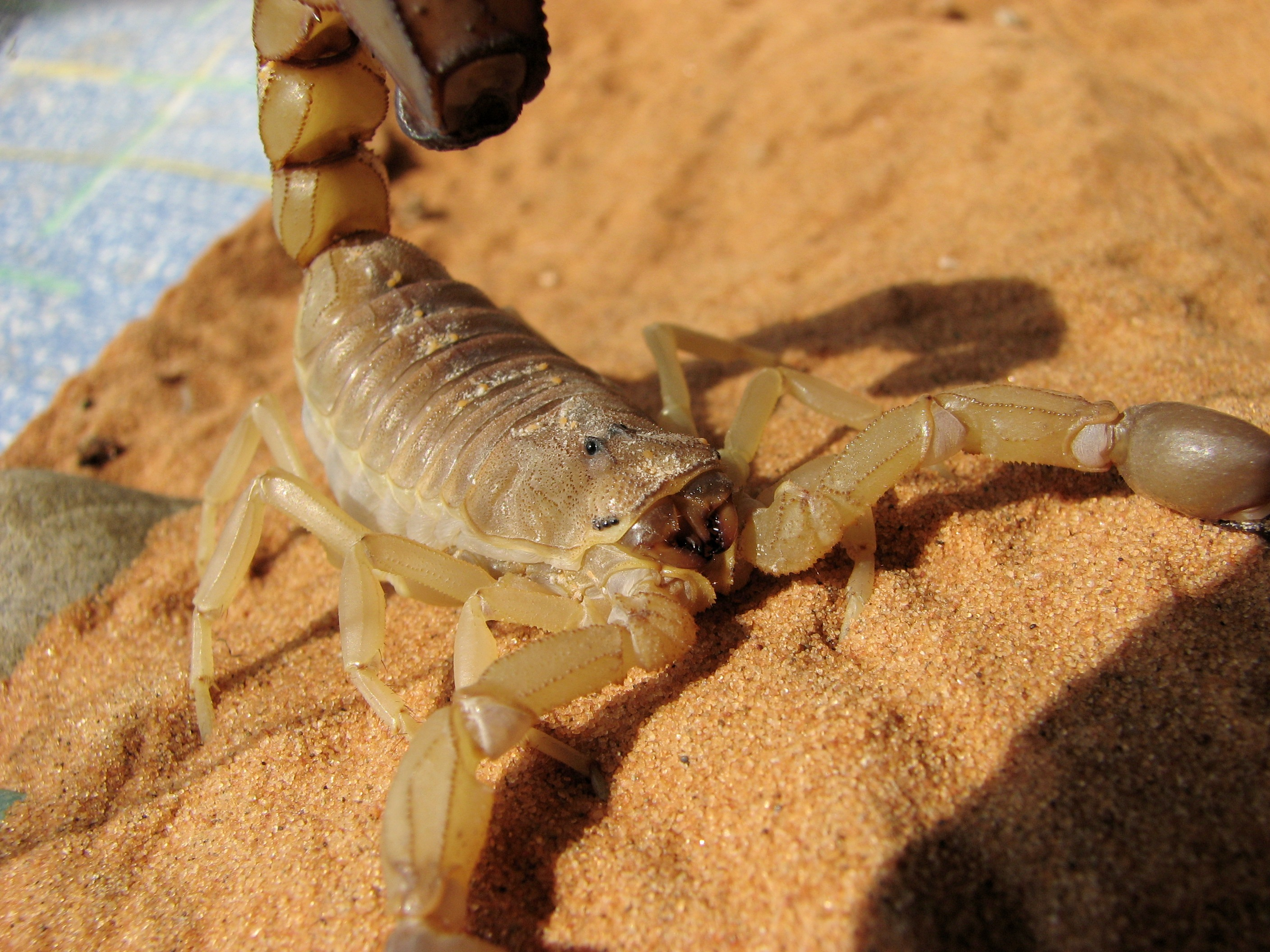
Androctonus australis dins un terrari amb sorra del Sàhara